# Arenaria dsharaensis
Arenaria dsharaensis là loài thực vật có hoa thuộc họ Cẩm chướng. Loài này được Pax & K.Hoffm. mô tả khoa học đầu tiên năm 1922.